# Europameisterschaften im Dressurreiten 2025
1. WEITERLEITUNG Benutzer:TWsk/Europameisterschaften im Dressurreiten 2025